# 반딧불이의 숲
《반딧불이의 숲》(브라질 포르투갈어: Perlimps 페를림프스)은 브라질에서 제작된 알레 아브레우 감독의 2022년 애니메이션 영화이다. 글로부 필름스, 부리티 필름스, 글롭와 소니 픽처스 릴리싱 인터내셔널이 제작하고 비트린 필름스가 배급하였다.

## 출연진
- 로렌주 타란텔리: 클라에
- 지울리아 베니테: 브루오
- 스테니오 가르시아: 주앙-데-바루
- 닐 마르콘데스: 아빠 / 병사
- 로사 로사: 엄마